# Johan Anders Lamberg
Johan Anders Lamberg, född 1712 i Göteborg, död där 17 februari 1783, var en svensk affärsman.
Johan Anders Lamberg var son till lektor Petter Lamberg. Han blev 1740 medintressent i den sandbergska klädesfabriken i Göteborg och erhöll 1741 burskap som handlare i staden och sysslade främst med försäljning av textilvaror från olika svenska tillverkare i Göteborgstrakten. Från 1750-talet var han även delägare i det schutzska kattuntryckeriet och var 1752–1777 ägare av en puder- och stärkelsefabrik på Getebergsängen. Samtidigt med puderfabriken övertog han även en tobaksplantage där han lät uppföra en gård med trädgård, ett landeri, vilken han efter sin hustru Elisabeth Söderberg lät kalla Elisaberg, vilket senare blev Liseberg. Han lät senare köpa fler tobaksplantager och var på 1760-talet Göteborgs främste ägare av tobaksplantager. Utöver försäljningen av svenska textilvaror sysslade Lamberg med import av kolonialvaror. Han drabbades hårt av 1773 års internationella handelskris och tvingades 1777 att sälja stärkelsebruket, andelen i schutzka kattuntryckeriet och tobaksplantagen. 1778 tvingades han trots det begära anstånd med innestående fordringar, men lyckades undgå konkurs och kunde fortsätta affärsverksamheten fram till sin död. Affärsverksamheten övertogs därefter av hans son Carl.